# Manilla
Manilla (Filipijns: Maynila; ook gespeld als Manila) is de hoofdstad van de Filipijnen.
De stad ligt op het eiland Luzon, aan de oostkust van de Baai van Manilla, die uitmondt in de Zuid-Chinese Zee. Bij de volkstelling van 2020 had de stad 1.846.513 inwoners. De National Capital Region is een bestuurlijk gebied dat naast Manilla uit nog 16 andere steden en gemeenten bestaat. Deze regio, ook bekend als Metro-Manilla, wordt door buitenlanders en niet-inwoners dikwijls ook Manilla genoemd. 
Het gehele aaneengesloten verstedelijkte gebied, wat nog veel verder reikt, telt 27,8 miljoen inwoners. Dit is qua inwonertal de zesde agglomeratie ter wereld.
Manilla is het politieke, wetenschappelijke en culturele centrum van de Filipijnen. De stad vormt daarnaast een knooppunt van infrastructuur en economie en beschikt over meerdere universiteiten, hogescholen, theaters, musea en bezienswaardigheden.

## Geschiedenis

### Pre-Spaanse tijd
Manilla was aanvankelijk een klein vissersdorpje, en groeide uit tot een sultanaat aan de oever van de Baai van Manilla, bij de monding van de Pasig. De naam komt van maynilad; letterlijk "hier is nilad", waarbij met "nilad" een witte mangroveplant wordt aangeduid die in groten getale in het gebied groeit.
Halverwege de zestiende eeuw stond het gebied dat het huidige Manilla omvat onder gezag van drie radjas. Radja Sulayman en Radja Matanda heersten over de gemeenschappen ten zuiden van de Pasig, en Radja Lakandula heerste over de gemeenschap ten noorden van de Pasig. Manilla was op dat moment het noordelijkste sultanaat van de Filipijnse archipel. Vanuit hier werden ook contacten met de sultanaten van Brunei, Sulu en Ternate in Cavite onderhouden.

### Spaanse tijd

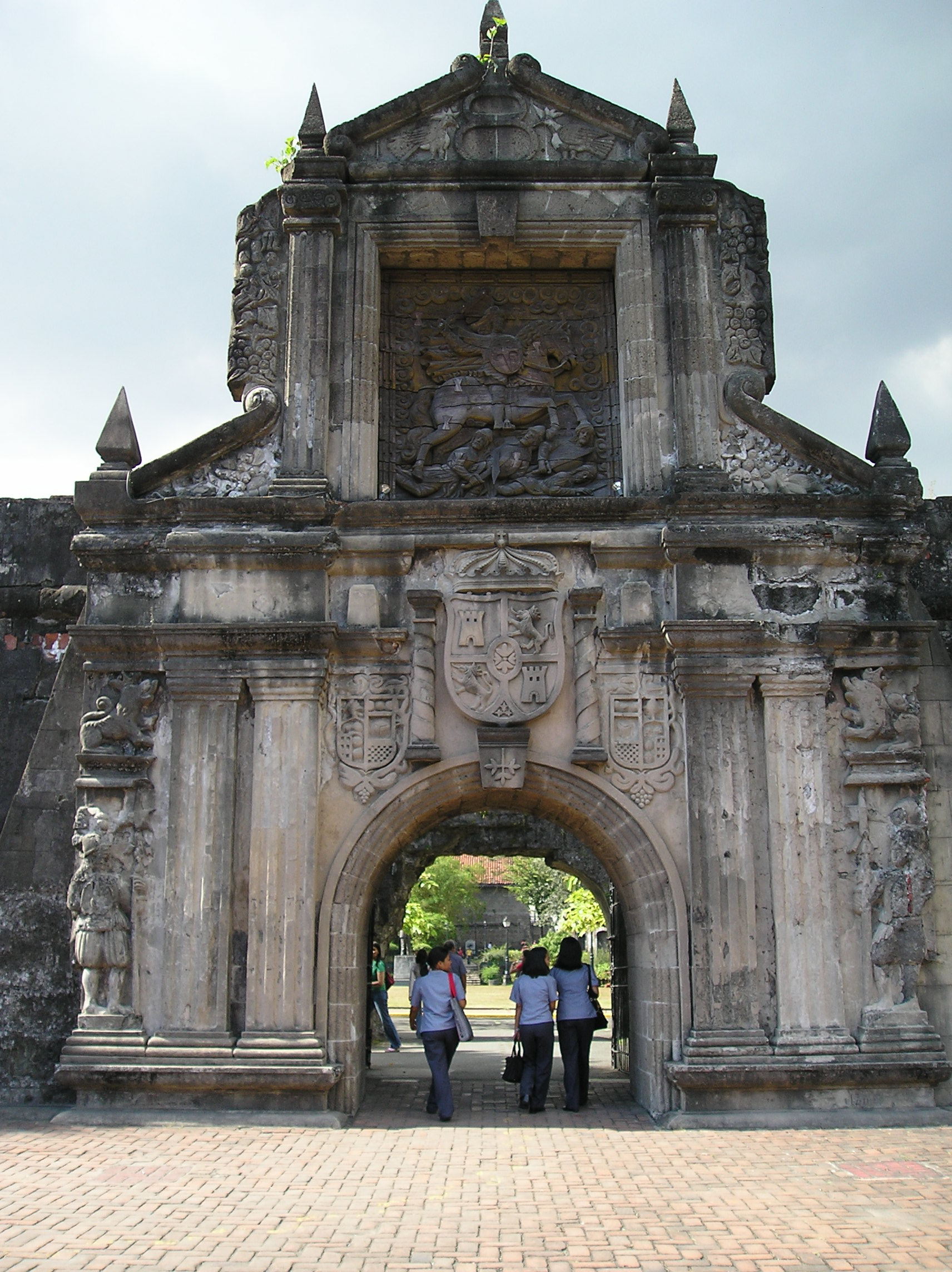
Toegangspoort Fort Santiago

In 1570 werd Manilla door de expeditie onder leiding van Martin de Goiti veroverd door de Spanjaarden. Een leger van 300 Spaanse soldaten was mede dankzij superieure technologie sterker dan de moslims. Een jaar later (1571) nam Miguel López de Legazpi de stad definitief in bezit uit naam van de Spaanse kroon en sloot een vredesakkoord met de drie Radja's. Er werd een stadsbestuur ingesteld met daarin twee burgemeesters, 12 raadsleden en een secretaris. Op de zuidoevers van de Pasig werd een ommuurde stad, genaamd Intramuros gebouwd, met de bedoeling de Spaanse kolonisten te beschermen.
In 1595 werd Manilla door de Spanjaarden uitgeroepen tot de hoofdstad van de Filipijnen. De stad werd het centrum van de trans-Pacifische handel. De Manillagaljoenen voeren beladen met zilver en andere edelmetalen van Acapulco naar Manilla, om daar specerijen, porselein, ivoor, zijde en andere waardevolle goederen uit Zuidoost-Azië te kopen bedoeld voor de Europese markt.

### Britse bezetting
In 1762 werd Manilla, tijdens de Zevenjarige Oorlog, veroverd door een Britse vloot onder leiding van luitenant-generaal William Draper. De stad werd slecht verdedigd en viel makkelijk in handen van de Engelsen. Manilla zou in handen van de Engelsen blijven tot 1764 toen de Spanjaarden de stad weer terugkregen aan het einde van de oorlog.

### Amerikaanse koloniale tijd

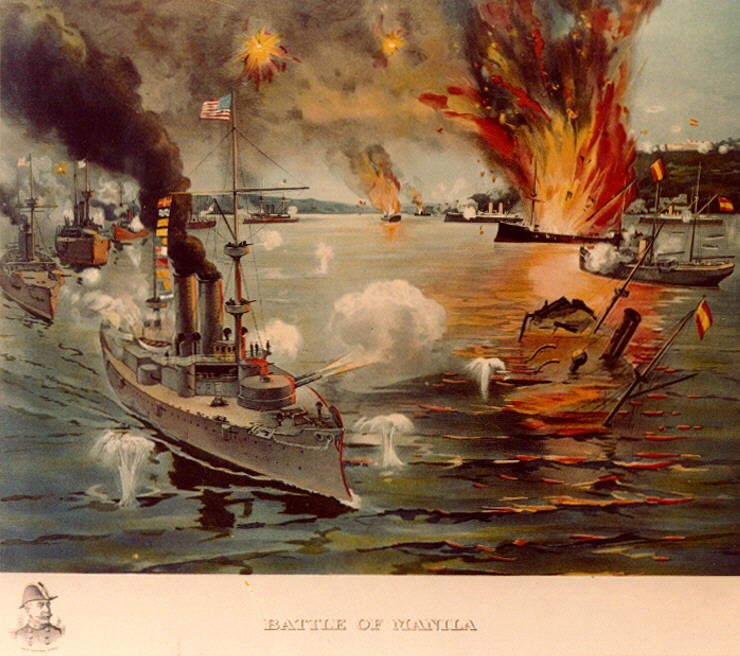
De Slag in de Baai van Manilla op 1 mei 1898

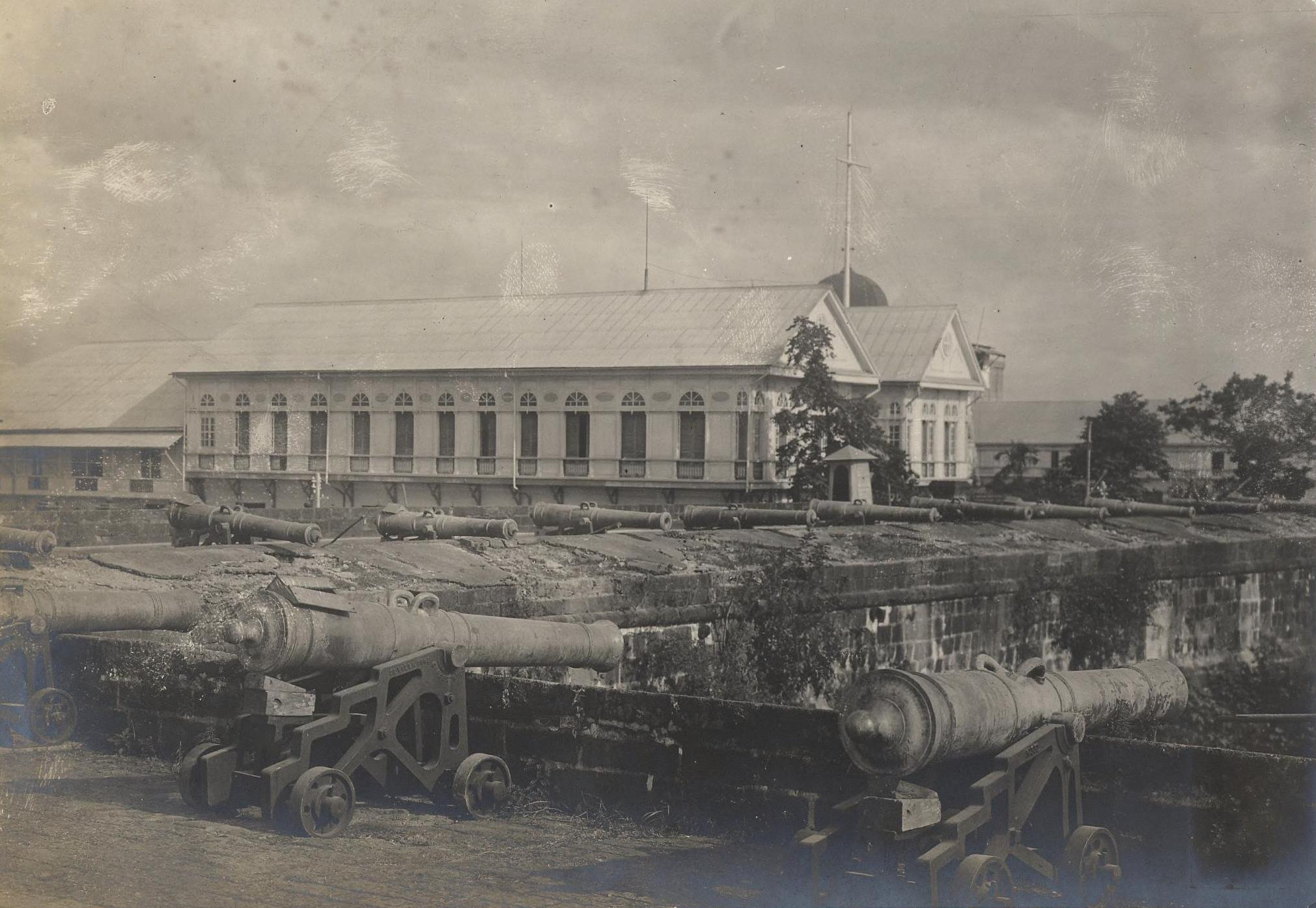
Spaanse kanonnen in Intramuros in 1902

Op 26 april 1898 verklaarde de Verenigde Staten de oorlog aan Spanje. In de daaropvolgende Spaans-Amerikaanse Oorlog vochten de VS met Spanje om de overgebleven Spaanse kolonies. Op 1 mei 1898 werd een verouderde Spaanse vloot in de Slag in de Baai van Manilla in slechts enkele uren verslagen door de moderne vloot van de VS onder leiding van admiraal George Dewey
Op 12 juni 1898 riepen de Filipijnse opstandelingen tegen de Spanjaarden de onafhankelijkheid uit en werd Emilio Aguinaldo geïnstalleerd als president. Omdat een groot deel van Manilla nog onder Spaanse controle was vond deze plechtigheid in Malolos in de provincie Bulacan plaats. In juli verschansten de Spanjaarden, die door het Filipijnse leger werd belegerd, zich in Intramuros, de oude binnenstad van Manilla. Ze weigerden zich over te geven, omdat ze bevel gekregen hadden zich alleen aan de Amerikanen over te geven.
Op 13 augustus 1898 vond de Amerikaanse aanval op Intramuros plaats. Hoewel de Filipijnse troepen meevochten in de Slag om Manilla werd het hen niet toegestaan de stad te betreden. Op 14 augustus 1898 capituleerden de Spanjaarden en installeerden de Amerikanen een voorlopige militaire regering. In december 1898 werd bij de Vrede van Parijs bepaald dat de Filipijnen voortaan aan de Verenigde Staten toebehoorde.
Op 4 februari 1899 vond op een brug in Manilla een incident plaats waarbij Amerikaanse soldaten enkele Filipijnse soldaten beschoten. Dit was de aanleiding voor het uitbreken van de Filipijns-Amerikaanse Oorlog. In datzelfde jaar vond opnieuw een Slag om Manilla plaats, ditmaal tussen de Amerikaanse en Filipijnse troepen. De Amerikanen versloegen het Filipijnse leger en Manilla zou hierop tot het uitbreken van de Tweede Wereldoorlog in Amerikaanse handen blijven.

### Tweede Wereldoorlog

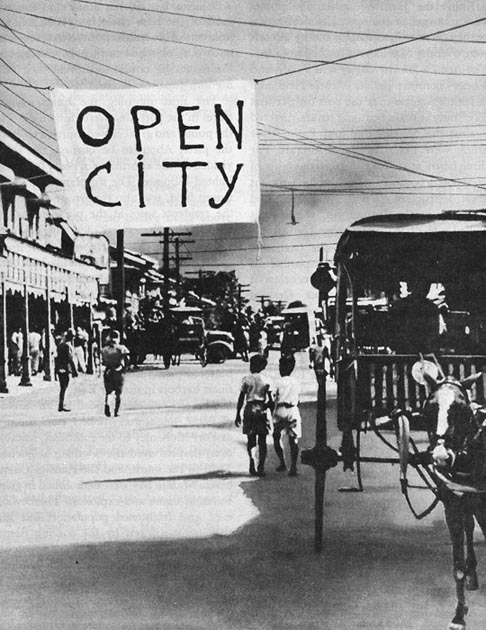
Manilla tot open stad verklaard begin 1942

Op 8 december 1941, slechts enkele uren na de aanval op Pearl Harbor, begon het Japans Keizerlijk Leger haar verrassingsaanval op Manilla en andere delen van de Filipijnen. Na hevige bombardementen vanuit de lucht, volgde een landing van Japanse troepen ten noorden en ten zuiden van Manilla. Onder druk van de Japanse overmacht trok het Amerikaanse leger zich terug op het schiereiland Bataan en het eiland Corregidor in de Baai van Manilla. Om te voorkomen dat Manilla zou worden verwoest werd de stad tot open stad uitgeroepen, waarna de stad op 2 januari 1942 door Japanse troepen werd ingenomen.
De Japanse troepen pleegden tijdens de bezetting vele oorlogsmisdaden. Zo kwam het voor dat er massaal mensen werden gefusilleerd. Ook werd er gemarteld, werden er mensen levend verbrand of met een samoeraizwaard onthoofd en vonden er verkrachtingen plaats.

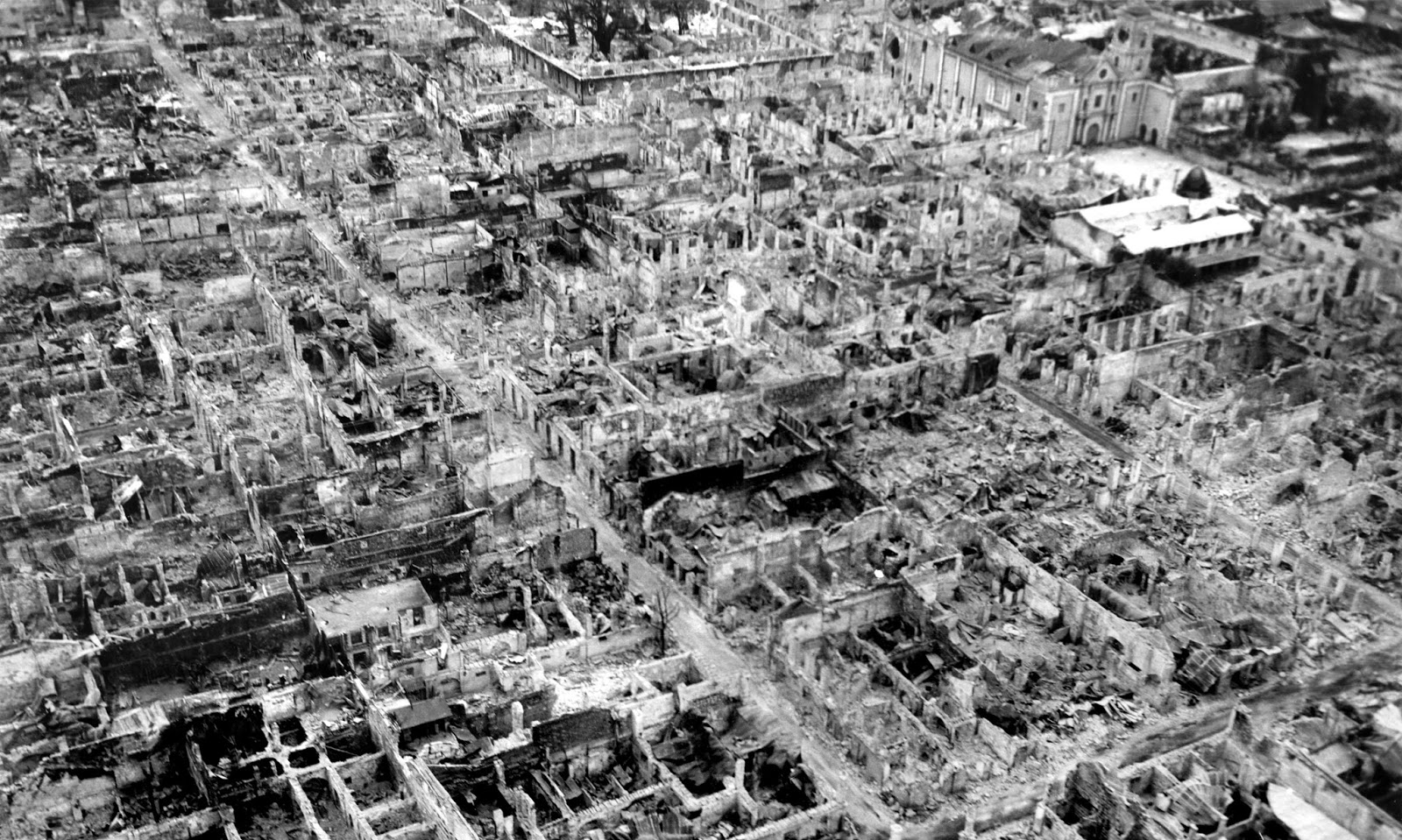
Een verwoest Manilla in mei 1945

Nadat het Amerikaanse leger 5 februari 1945 een geslaagde landing op Luzon had uitgevoerd, begon het leger onder leiding van generaal Douglas MacArthur met de herovering van Manilla. Het Japanse leger had zich in de stad verschanst en tijdens de hevige gevechten die uitbraken in de straten van Manilla werd de stad, en vooral de oude Spaanse binnenstad, ernstig verwoest.
Het verzet van de Japanners werd uiteindelijk gebroken door de zware artilleriebeschietingen van de Amerikanen. Op 4 maart 1945 verklaarde generaal-majoor Oscar Griswold de stad bevrijd. Bij de Slag om Manilla kwamen ruim 1.000 geallieerde strijdkrachten en 10.000 Japanse soldaten om het leven. Daarnaast waren er naar schatting zo'n 100.000 burgerslachtoffers. Velen van hen waren omgekomen door oorlogsmisdaden door de Japanners in de laatste weken van de slag om Manilla. Na de oorlog werd de grotendeels verwoeste stad weer opgebouwd.

### Recente geschiedenis
De naoorlogse jaren stonden in het teken van de heropbouw van de stad en de groei en uitbreiding van het stedelijke gebied. De Filipijnen werden bovendien vlak na de oorlog onafhankelijk, op 4 juli 1946.
In 1975 werden Manilla en de omringende steden en gemeenten samengevoegd in een aparte regio Metro Manila, om een beter beheer van de snel groeiende regio mogelijk te maken. Manilla werd de nieuwe hoofdstad van de Filipijnen, als opvolger van Quezon City.
De agglomeratie is tegenwoordig een belangrijk cultureel en economisch centrum, maar heeft veel last van overbevolking, verkeersopstoppingen, vervuiling en misdaad.
In 1995 werden in Manilla de wereldjongerendagen georganiseerd. Met 5 miljoen bezoekers waren het de drukst bezochte wereldjongerendagen in de gehele geschiedenis van de wereldjongerendagen.

## Geografie

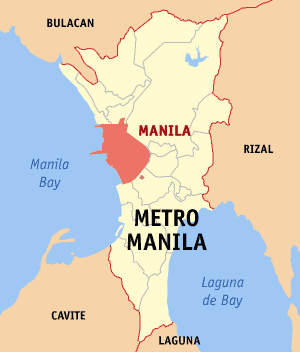
Locatie van Manilla in Metro Manila

Plattegrond van Manilla (klik erop voor meer detail)

### Topografie
Manilla ligt hemelsbreed op zo'n 1120 kilometer ten zuidoosten van Hongkong en zo'n 2390 kilometer ten noordoosten van Singapore aan de westkant van het noordelijke eiland Luzon. De stad ligt aan de Baai van Manilla bij de monding van de rivier de Pasig en wordt door deze rivier in tweeën gedeeld. Bijna de gehele stad is gebouwd op de gedurende eeuwen door de Pasig afgezette alluviale bodem. Een deel van het grondgebied van de stad is ingepolderd land, dat oorspronkelijk tot de Baai van Manilla behoorde.
Manilla wordt begrensd door diverse steden en gemeenten die alle deel uitmaken van Metro Manila. In het noorden liggen Navotas City en Caloocan, in het noordoosten Quezon City, in het oosten San Juan City en Mandaluyong City, in het zuidoosten ligt Makati en in het zuiden ligt Pasay City.

### Bestuurlijke indeling
Manilla valt in de regio National Capital Region, die meestal wordt aangeduid als Metro Manila. Deze regio is als enige van de 17 regio's van de Filipijnen niet onderverdeeld in provincies. De stad zelf is voor administratieve doeleinden opgedeeld in zestien districten. De districten zijn weer onderverdeeld in 897 barangays. Deze barangays vormen in tegenstelling tot de districten wel een eigen bestuurslaag en kennen eigen gekozen bestuurders.
| District    | Barangays | Inwoners (census 2010) | Area (ha.) | Dichtheid (per km2) |
| ----------- | --------- | ---------------------- | ---------- | ------------------- |
| Binondo     | 10        | 12.985                 | 66,11      | 19.641,5            |
| Ermita      | 13        | 7.143                  | 158,91     | 4.495,0             |
| Intramuros  | 5         | 4.925                  | 67,26      | 7.322,3             |
| Malate      | 57        | 77.513                 | 259,58     | 29.860,9            |
| Paco        | 43        | 70.978                 | 278,69     | 25.468,4            |
| Pandacan    | 38        | 73.895                 | 166,00     | 44.515,1            |
| Port Area   | 5         | 57,405                 | 315.28     | 18,207.6            |
| Quiapo      | 16        | 24.886                 | 84,69      | 29.384,8            |
| Sampaloc    | 192       | 241.528                | 513,71     | 47.016,4            |
| San Andres  | 65        | 115.942                | 168,02     | 69.004,9            |
| San Miguel  | 12        | 15.992                 | 91,37      | 17.502,5            |
| San Nicolas | 15        | 44.241                 | 163,85     | 27.000,9            |
| Santa Ana   | 34        | 60.952                 | 169,42     | 35.976,9            |
| Santa Cruz  | 82        | 115.747                | 309,01     | 37.457,4            |
| Santa Mesa  | 51        | 99.933                 | 261,01     | 38.287,0            |
| Tondo       | 259       | 628.106                | 865,13     | 72.602,5            |

### Klimaat
Manilla heeft net als de rest van de Filipijnen een tropisch klimaat. De temperatuur is het hele jaar hoog en er valt jaarlijks relatief veel neerslag. De temperatuur in Manilla is gemiddeld 27 °C , met een gemiddelde maximumtemperatuur van 31 °C en een gemiddelde minimumtemperatuur van 23 °C. De totale gemiddelde jaarlijkse neerslag bedraagt 1970 mm. De maanden december tot en met april zijn normaal gesproken droog. De overige maanden en met name juli, augustus en september zijn erg nat.

## Bevolking en samenleving

### Bevolkingsaantallen en afkomst
De bevolking van Manilla is vergeleken met het begin van de 20e eeuw fors toegenomen. Tijdens de bevolkingstelling van 1903 telde de stad nog geen 200.000 inwoners. Vlak voor het begin van de Tweede Wereldoorlog was dit aantal bijna verdrievoudigd naar ruim 623 duizend. De jaren erop lieten de grootste bevolkingsgroei van de 20e eeuw zien, waardoor Manilla in 1948 bijna een miljoen inwoners telde. De jaren erna groeide de stad door naar een stad met bijna 1,5 miljoen inwoners in 1975. Aan het einde van de jaren zeventig, waarin de stad een tweede groeistuip beleefde, bereikte Manilla in 1980 een bevolkingsaantal van ruim 1,6 miljoen. De bevolkingsgroei is sindsdien afgezwakt. Bij de census van 2015 had Manilla een inwoneraantal van 1.780.148 mensen. Dit waren er 127.977 (7,7%) meer dan bij de vorige census van 2010. Ten opzichte van de census van 2000 was het aantal inwoners gegroeid met 199.066 mensen (12,6%). De gemiddelde jaarlijkse groei in die periode kwam daarmee uit op 0,78%, hetgeen lager was dan het landelijk jaarlijks gemiddelde over deze periode (1,84%).
De bevolkingsdichtheid van Manilla was ten tijde van de laatste census, met 1.780.148 inwoners op 24,98 km², 71262,9 mensen per km². De stad is daarmee de dichtstbevolkte stad van de Filipijnen en een van de dichtstbevolkte steden ter wereld. Het dichtstbevolkte kiesdistrict is het zesde district; het dunstbevolkte is district vijf.

### Armoede, prostitutie

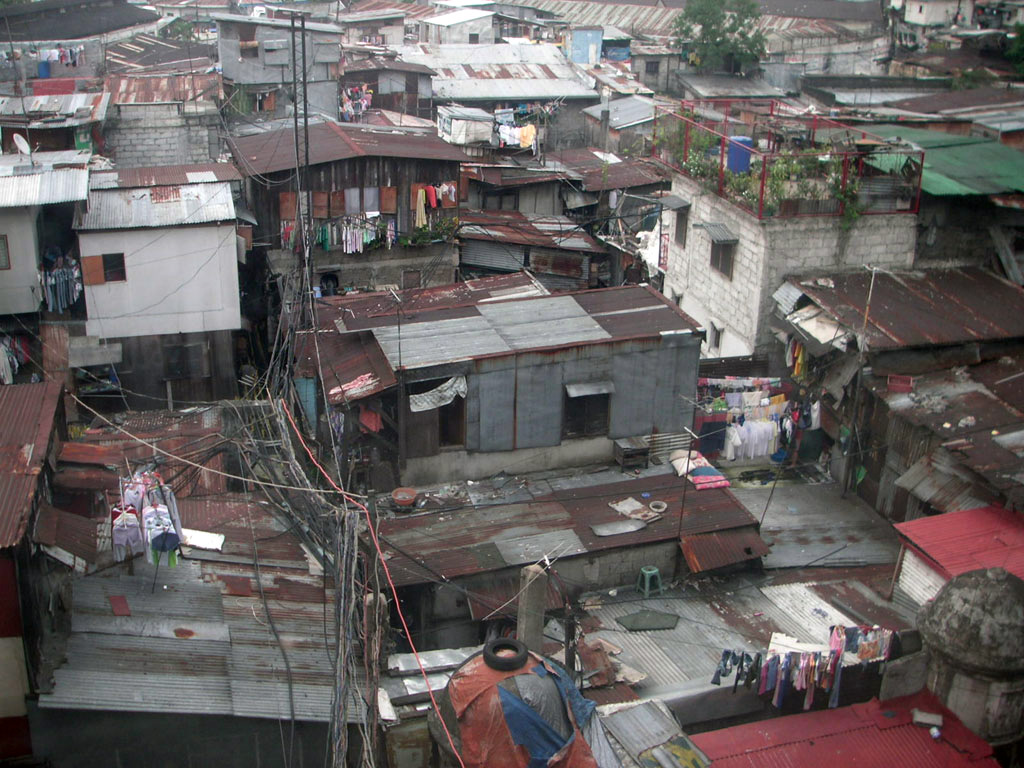
Sloppenwijk in de omgeving van de stadsgevangenis

Diverse wijken van Manilla zijn erg arm. Minderjarigen kunnen soms alleen de eindjes aan elkaar knopen door in de prostitutie te gaan, en zo ook in sommige gevallen hun ouders op het platteland te onderhouden. Tot in de jaren negentig was Manilla een beruchte bestemming voor sekstoerisme. Aan het einde van het decennium werd in opdracht van burgemeester Alfredo Lim een grote schoonmaakactie gehouden die erin heeft geresulteerd dat de meeste bars gesloten werden.
In de jaren hierna zijn de bars echter langzaam maar zeker weer teruggekeerd en heeft een gedeelte van de prostitutie zich verplaatst naar shoppingmalls; een in delen van Azië vrij veelkomend fenomeen waarbij vooral studentes rondhangen in de malls om opgepikt te worden.
Tondo is een van de allerarmste wijken van Manilla. In de stad is relatief veel misdaad en drugsmisbruik.

## Bestuur en politiek
Zoals alle steden in de Filipijnen wordt Manilla bestuurd door een burgemeester. De oud-burgemeester van de stad, Joseph Estrada werd tijdens de verkiezingen van 2016 herkozen met een marge van 0,37% op de nummer twee, voormalig burgemeester Alfredo Lim. De viceburgemeester van Manilla is vanaf 30 juni 2016 Honey Lacuna. Zij is de voorzitter van de stadsraad. Deze raad is samengesteld uit zes verkozen raadsleden voor elk van de zes kiesdistricten van Manilla.
De stad Manilla heeft zes gekozen afgevaardigden in het Filipijnse Huis van Afgevaardigden, onderdeel van het Filipijns Congres. Elke afgevaardigde vertegenwoordigt een van de zes kiesdistricten van de stad. Bij de verkiezingen van 2016 werden de volgende politici gekozen tot afgevaardigden: Manny Lopez (1e kiesdistrict), Carlo Lopez (2e kiesdistrict), Yul Nieto (3e kiesdistrict), Edward Maceda (4e kiesdistrict), Cristal Bagatsing (5e kiesdistrict) en Sandy Ocampo (6e kiesdistrict).

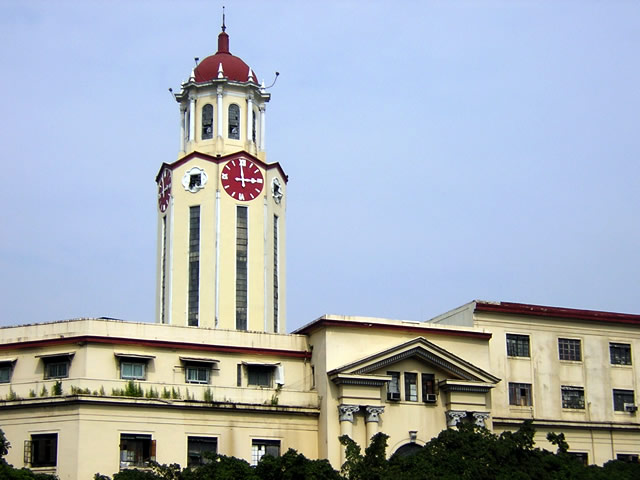
Manila City Hall

Lijst van burgemeesters van Manilla vanaf 1907
| benoemde burgemeesters: - Arsenio Cruz Herrera (7 aug 1901 - 18 sep 1905) - Félix Roxas (19 sep 1905 - 15 jan 1917) - Justo Lukban (16 jan 1917 - 6 mrt 1920) - Ramon Fernandez (7 mrt 1920 - 16 jul 1923) - Eulogio Rodriguez sr. (17 jul 1923 - 8 feb 1924) - Miguel Romualdez (9 feb 1924 - 31 aug 1927) - Tomas Earnshaw (1 sep 1927 - 31 dec 1933) - Juan Posadas (1 jan 1934 - 4 jan 1940) - Eulogio Rodriguez (5 jan 1940 - 28 aug 1941) - Juan Nolasco (29 aug 1941 - 23 dec 1941) - Jorge B. Vargas (24 dec 1941 - 26 jan 1942) - Leon Guinto (27 jan 1942 - 17 jul 1944) - Hermenegildo Atienza (18 jul 1944 - 18 jul 1945) - Juan Nolasco (19 jul 1945 - 6 jun 1946) - Valeriano Fugoso (7 jun 1946 - 31 dec 1947) - Manuel de la Fuente (1 jan 1948 - 31 dec 1951) | gekozen burgemeesters: - Arsenio Lacson (1 jan 1952 - 15 apr 1962) - Antonio Villegas (16 apr 1962 - 31 dec 1971) - Ramon Bagatsing (1 jan 1972 - 26 mrt 1986) - Mel Lopez (26 mrt 1986 - 1 dec 1987) - Gregorio Ejercito (2 dec 1987 - 2 feb 1988) - Mel Lopez (3 feb 1988 - 30 jun 1992) - Alfredo Lim (1 jul 1992 - 27 mrt 1998) - Lito Atienza (27 mrt 1998 - 30 jun 2007) - Alfredo Lim (1 jul 2007 - 30 jun 2013) - Joseph Estrada (1 jul 2013 - 30 jun 2019) |

## Economie

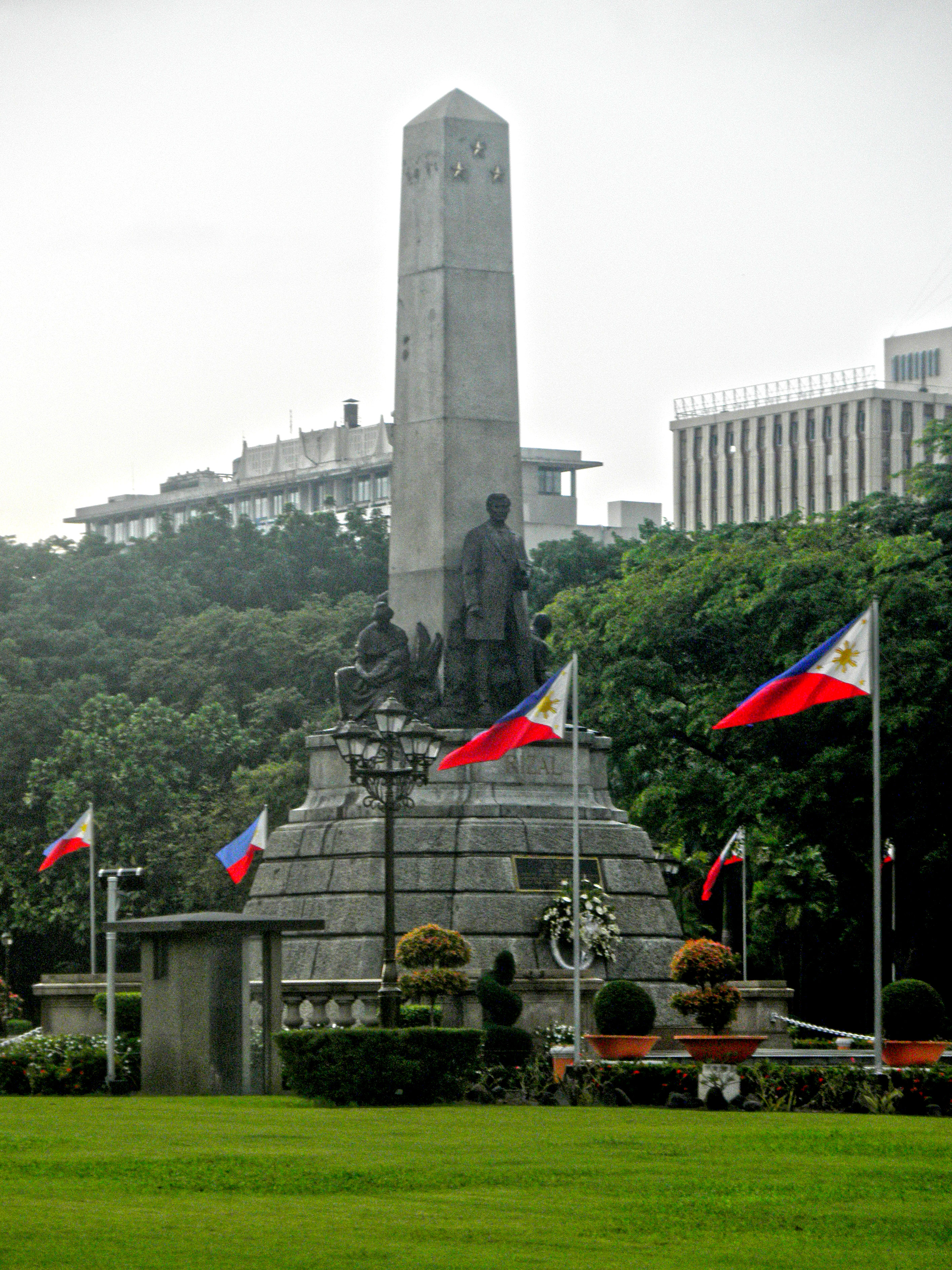
Rizal Monument in Rizal Park.

Manilla is van oudsher het centrum van de handel in de Filipijnen. De Spanjaarden verhandelden ruim 2 eeuwen lang met behulp van de Manillagaljoen goederen uit China en India voor zilver uit Nieuw-Spanje. Begin 19e eeuw kwam hier door de Mexicaanse Onafhankelijkheidsoorlog een einde aan. Al die tijd was de haven van Manilla officieel voor westerse mogendheden gesloten geweest. Er werd echter door de Engelsen van de Oost-Indische Compagnie wel clandestien handel gedreven. Na de onafhankelijkheid van Mexico werden de Spanjaarden afhankelijk van deze illegale handel. Dit resulteerde uiteindelijk in 1834 onder gouverneur-generaal Pascual Enrile in de officiële openstelling van Manilla voor buitenlandse handel.
Tegenwoordig is Manilla nog steeds het belangrijkste handelscentrum van de Filipijnen. De meeste geïmporteerde goederen komen de Filipijnen via de haven van Manilla binnen. De nabijheid van de haven heeft gezorgd voor een grote concentratie van veelal kleine fabrieken in het district Tondo. Daarnaast vindt men kleine industrie in de wijken Binondo en Santa Cruz. De zwaardere industrie is gelokaliseerd in de districten Pacom, Pandacan en Santa Ana. Sinds de jaren tachtig wordt deze echter langzaamaan verplaatst naar minder dichtbevolkte gebieden in Metro Manila.
In de loop der jaren is de rol als financieel centrum van het land grotendeels overgenomen door de voorstad Makati. Er zijn echter nog steeds enkele grote financiële instellingen en banken met hun hoofdkwartier in Manilla. Voorbeelden hiervan zijn de Centrale Bank van de Filipijnen, Land Bank of the Philippines en de Philtrust Bank

## Cultuur en recreatie

### Parken
In Manilla liggen diverse parken. Het bekendst is Rizal Park, dat werd aangelegd ter ere van de Filipijnse nationale held José Rizal. Andere parken en groenstroken zijn het gebied rond het Cultural Center of the Philippines, Rajah Sulayman Park, Manila Boardwalk, Liwasang Bonifacio, Mehan Garden, Paco Park, Remedios Circle, Pandacan Linear Park en Malacañang Garden. Midden in Manilla ligt de dierentuin en botanische tuin Manila Zoo. De stad kent verder diverse grote begraafplaatsen zoals Manila Chinese Cemetery, La Loma Cemetery, Manila South Green Park en Manila North Cemetery, de laatste begraafplaats van diverse bekende personen uit de Filipijnse geschiedenis en tevens de grootste begraafplaats van Metro Manilla.

### Musea
In Manilla zijn vele musea te vinden. Een van deze instellingen is het National Museum of the Philippines waarin exposities met betrekking tot plantkunde, zoölogie, geologie, antropologie en kunst te zien zijn. Een van de topstukken van het museum is het schilderij Spoliarium van de Filipijnse schilder Juan Luna. Aan het Plaza San Luis Comples, bevindt zich “Casa Manila’’, waar Chinese en Europese meubelstukken uit de 20e eeuw worden geëxposeerd. In Rizal Park zijn het Metropolitan Museum, het Museong Pambata (kindermuseum) en de National Library of the Philippines gevestigd. Het Metropolitan Museum geldt als het belangrijkste kunstmuseum van de Filipijnen.
Een andere bezienswaardigheid in Manilla is het „Coconut Palace“. Dit paleis werd in opdracht van Imelda Marcos gebouwd voor het bezoek van paus Johannes Paulus II in 1981. Hoewel de paus weigerde er te overnachten diende het gasthuis voor prominente personen als Moammar al-Qadhafi, Brooke Shields en George Hamilton. Tegenwoordig is het gasthuis een museum, compleet met een vlinder en orchideeëntuin
In het „Central Bank Money Museum“ worden sinds 3 januari 1974 Filipijnse en buitenlandse muntstukken en bankbiljetten tentoongesteld. Het „Archdiocese of Manila Museum (AMM)“ (Museum van het aartsbisdom Manilla) werd in 1987 ingericht. De collectie omvat een variëteit aan stukken met betrekking tot de geschiedenis van de Katholieke Kerk in de Filipijnen. In de San Agustin Church in Intramuros is het San Agustin Museum gevestigd met een verzameling van olieverfschilderijen van heilige en andere religieuze objecten.

### Religie

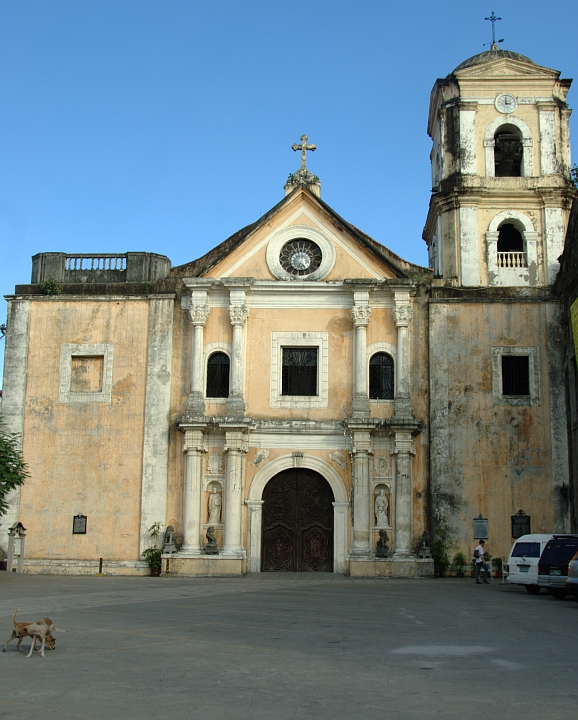
San Agustin Church in Intramuros

Het grootste deel van de inwoners van Manilla is rooms-katholiek. De oorzaak hiervan is de langdurige aanwezigheid van de Spanjaarden in het land. Enkele jaren nadat de Spanjaarden van Manilla de hoofdstad van de archipel hadden gemaakt in 1571 werd hier ook het eerste bisdom in de Filipijnen opgericht. Het bisdom van Manilla werd geleid door Domingo de Salazar totdat het in 1595 werd verheven tot Aartsbisdom. Hoewel het huidige aartsbisdom lang niet meer zo groot is als in 1595 omvat het wel een veel groter gebied dan alleen de stad Manilla. Het aartsbisdom is tegenwoordig nog steeds het belangrijkste aartsbisdom van de Filipijnen en de kathedraal van Manilla is de zetel van de primaat van de Filipijnen, kardinaal Gaudencio Rosales.
Andere belangrijke rooms-katholieke kerken en kathedralen in de stad zijn onder andere San Agustin Church in Intramuros, de bewaarplaats van de beeltenis van Nuestra Señora de Consolación y Correa en een UNESCO werelderfgoed, die veel wordt gebruikt als trouwlocatie door bekende Filipino's; Quiapo Church, ook wel bekend als Basilica Minore del Nuestro Padre Jesus Nazareno, de locatie van het jaarlijkse Feest van de zwarte Nazarener; Binondo Church, ook wel bekendstaand als Basilica Minore de San Lorenzo Ruiz; Malate Church, Ermita Church, waar de oudste Maria beeltenis van de Filipijnen te vinden is; Tondo Church, waar een eeuwenoude ivoren beeld van Santo Niño (kindje Jezus) te vinden is; Sta. Ana Church en San Sebastian Church, ook wel bekendstaand als de Basilica Minore de San Sebastian, de enige geheel stalen kerk in Azië.
Het district Quiapo herbergt een relatief grote moslimgemeenschap. Daar staat ook de beroemde „Gouden Moskee“. In Ermita staat een Hindoetempel voor de Indische bevolking en aan de Quirino Avenue in Malate staat de enige synagoge van de stad voor de kleine Joodse bevolkingsgroep. De weinige boeddhisten die Manilla kent, zijn meestal van Chinese afkomt.

### Onderwijs

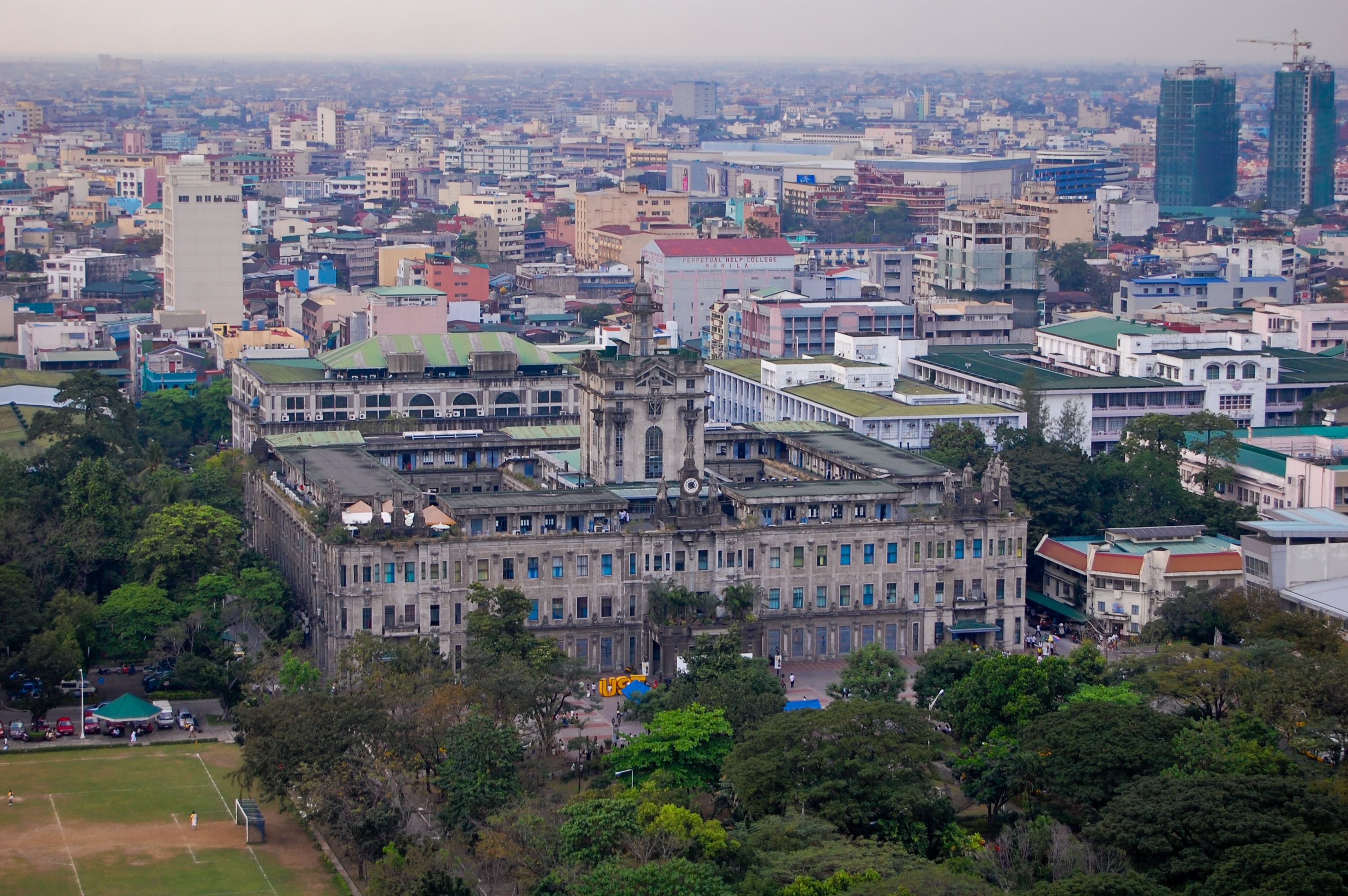
Het hoofdgebouw van de University of Santo Tomas

Het grootste deel van de hogescholen en universiteiten van Metro Manila zijn gevestigd in de stad Manilla. De meeste van deze instellingen zijn te vinden in de districten Malate, Ermita, Intramuros, San Miguel, Quiapo en Sampaloc. Dit gebied wordt dan ook wel aangeduid als de University belt of U-Belt. De belangrijkste zijn de University of the Philippines in Ermita, de De La Salle University in Malate, de Far Eastern University, de University of the East, University of Santo Tomas in Sampaloc en het Colegio de San Juan de Letran, Pamantasan ng Lungsod ng Maynila en de technische universiteit Mapúa Institute of Technology in Intramuros. Daarnaast zijn in het district San Miguel de Centro Escolar University en het San Beda College gevestigd.

### Sport

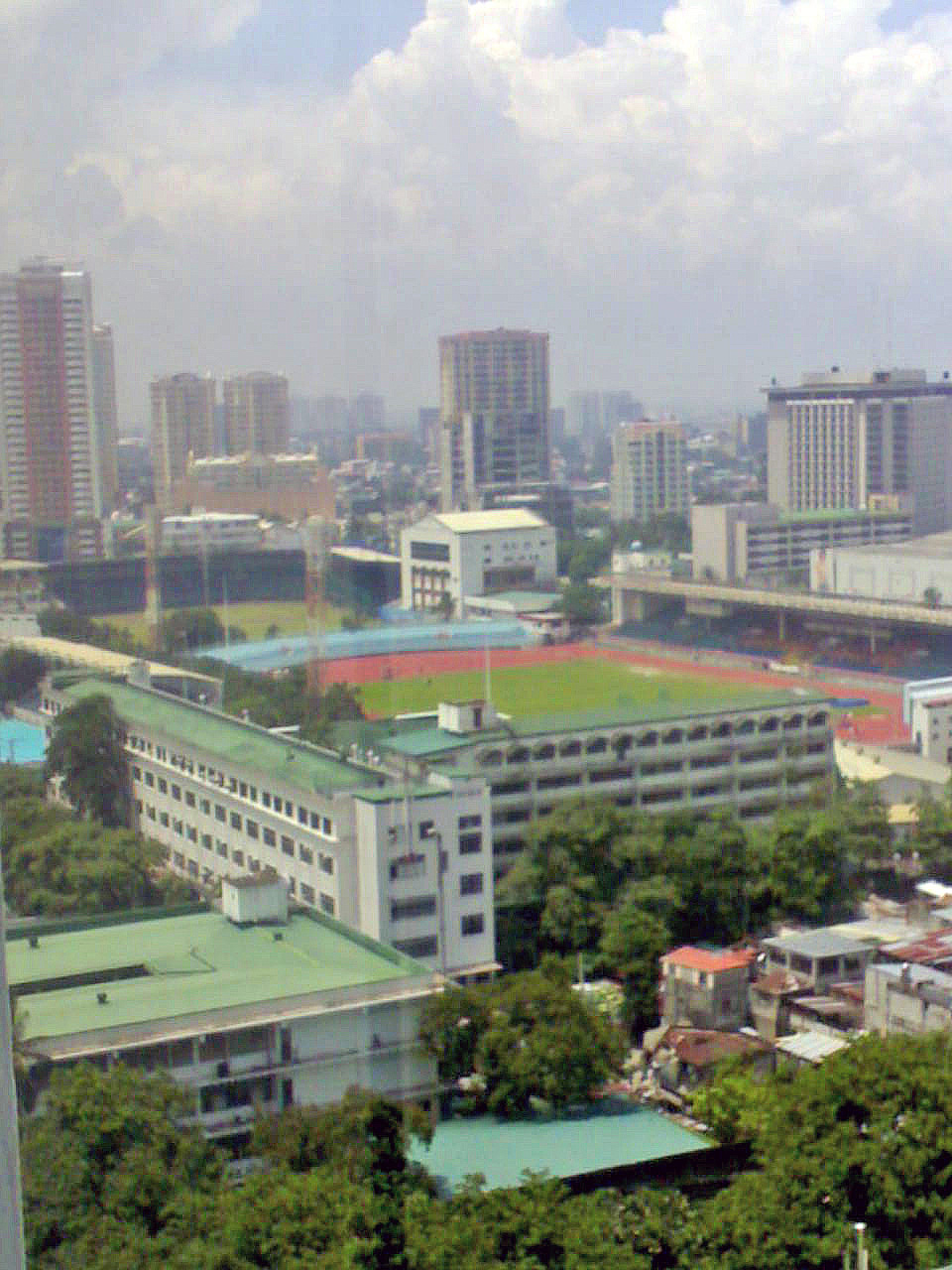
Het Rizal Memorial Sports Complex

In Manilla zijn door de jaren heen vele grote internationale sportevenementen georganiseerd. Zo zijn de Aziatische Spelen van 1954 en de Zuidoost-Aziatische Spelen van 1981, 1991 en 2005 in Manilla gehouden. Ook het wereldkampioenschap basketbal 1978, de Verre Oosten spelen van 1919, 1925 en 1934 en de Aziatische atletiekkampioenschappen van 1973, 1993 en 2003 vonden er plaats. In 1992 werd de schaakolympiade in Manilla georganiseerd.
Diverse van deze evenementen vonden plaats in het nationale stadion van de Filipijnen, het Rizal Memorial Sports Complex (het RMSC). Ondanks het feit dat het stadion behoorlijk verouderd is en slechts een beperkte capaciteit van 30.000 heeft, worden ook tegenwoordig veel belangrijke sportevenementen hier georganiseerd.
Net als in overige delen van de Filipijnen is basketbal een van de populairste sporten in de stad. Enkele bekende teams uit Manilla zijn de Letran knights, de Mapua Cardinals, de San Beda Red Lions, de San Sebastian Stags en de St. Benilde Blazers. Al deze teams komen uit in de competitie van universiteitsteams, de National Collegiate Athletic Association, Philippines (NCAA). Andere populaire kijksporten in Manilla zijn jai-alai en hanengevechten. Jai-alai-wedstrijden worden dagelijks gespeeld in het Jai-alai de Manila-stadion in Malate.
Hoewel de naamgeving anders doet vermoeden, werd de beroemdste bokswedstrijd die ooit is georganiseerd in de Filipijnen, de Thrilla in Manila tussen Muhammad Ali en Joe Frazier, afgewerkt in de voorstad Quezon City.

## Verkeer en vervoer

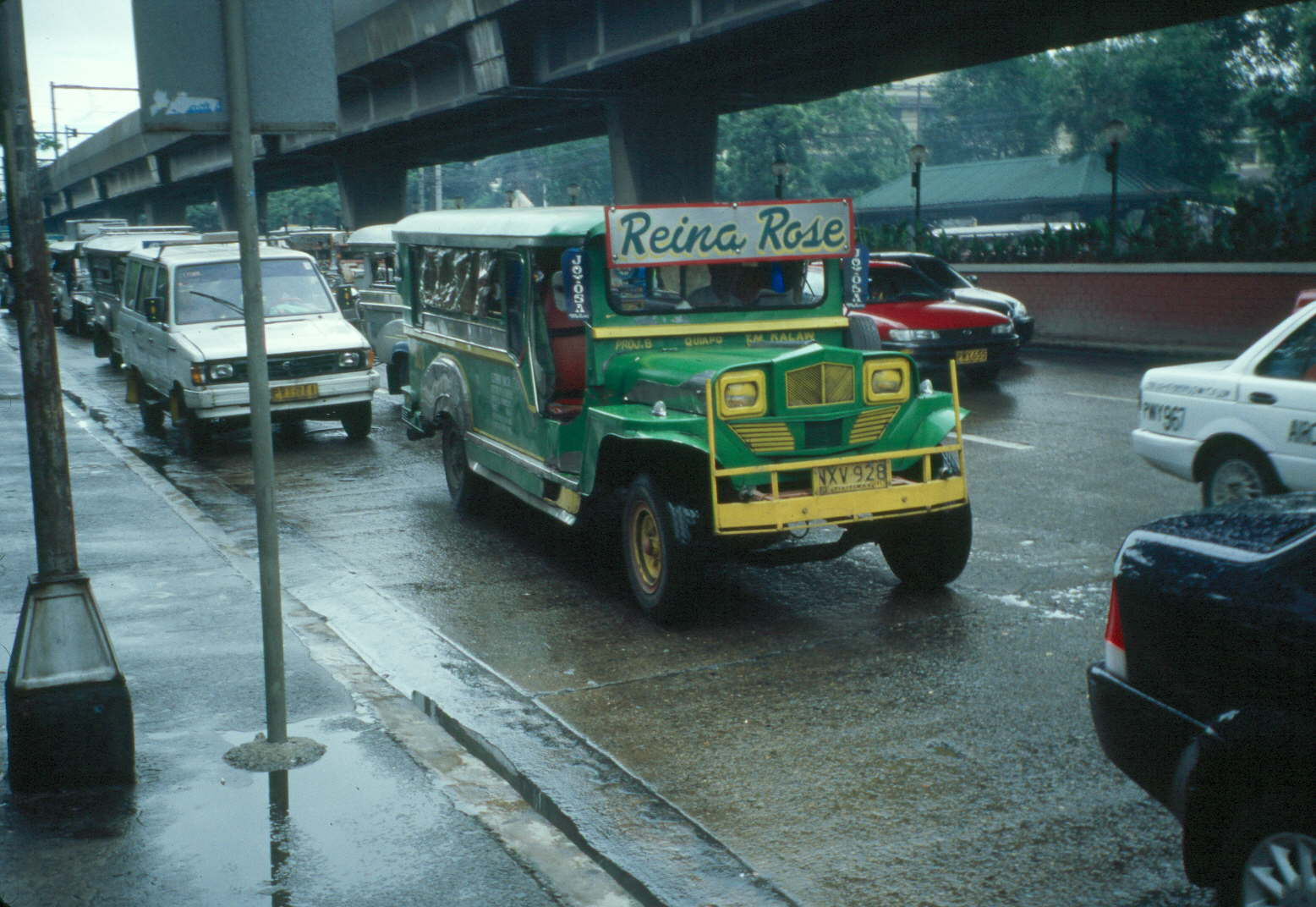
Een Jeepney in de straten van Manilla

De straten van Manilla hebben chronisch last van verkeersopstoppingen. Er zijn namelijk weinig tot geen verkeersregels, gelukkig rijdt het gros van de verkeersgebruikers aan de afgesproken kant van de weg. Voor de rest rijdt iedereen in het verkeer naar eigen inzicht.
Het belangrijkste openbare vervoermiddel zijn de jeepneys. Oorspronkelijk waren dit oude Jeeps van Willys-Overland die door het Amerikaanse leger waren achtergelaten. Ze werden door Filipino's tot kleine passagiersbusjes omgebouwd. Later werden de jeepneys op de Filipijnen gebouwd, waarbij onderdelen als de motor en de versnellingsbak nog wel uit de legerdump kwamen. Jeepneys zijn kunstzinnig beschilderd en zijn een typisch Filipijns vervoermiddel, elke Jeepney is hierdoor uniek. De laatste tijd staan ze aan kritiek bloot wegens de luchtvervuiling die ze veroorzaken.
Voor de korte afstand gebruiken de Filipino's tricycles. Dit zijn bromfietsen met zijspan die maximaal drie passagiers kunnen vervoeren, maar die vooral in meer afgelegen gebieden tot wel 7 passagiers meenemen. De gewone Padycabs, waarbij de bestuurder moet fietsen, spelen bijna geen rol meer. Voor de lange afstand zijn er bussen, en voor de toeristen en de rijkere inwoners van de stad beschikt Manilla ook nog over een grote vloot taxi's, die naar Westerse begrippen erg voordelig zijn.
De metro van Manilla is een grotendeels bovengronds spoornetwerk waarop lightrail- en metrotreinen dienstdoen. Om kosten te besparen zijn in het midden van de grote boulevards pilaren geplaatst, waarop de spoorbanen rusten. Het net volgt dus globaal de grote verkeersaders, zonder kruispunten te delen met het wegverkeer. Het netwerk is (anno 2010) 48 km lang en heeft drie lijnen met in totaal 43 stations.
Het internationale vliegveld van Manilla heet Ninoy Aquino International Airport. Daarnaast zijn er losse vertrekterminals voor binnenlandse vluchten en voor vluchten van Philippine Airlines.

## Stedenbanden
Manilla heeft vijf partnersteden in het Sister Cities International (SCI) verband:
- Honolulu (Verenigde Staten)
- Los Angeles (Verenigde Staten)
- Maui County (Verenigde Staten)
- Sacramento (Verenigde Staten)
- San Francisco (Verenigde Staten)

Andere partnersteden zijn:
- Bangkok (Thailand)
- Montreal (Canada)
- Santa Barbara (Verenigde Staten)
- Taipei (Taiwan)
- Winnipeg (Canada)